# Gray Court
Gray Court – miasto w Stanach Zjednoczonych, w stanie Karolina Południowa, w hrabstwie Laurens.